# Pete Hegseth
Peter Brian Hegseth, ameriški politik, televizijski voditelj in publicist, * 6. junij 1980, Minneapolis, Minnesota, Združene države Amerike.
Je nekdanji televizijski voditelj in nekdanji častnik nacionalne garde. Od leta 2025 je obrambni minister Združenih držav Amerike.
Študiral je politične vede na Univerzi Princeton, kjer je objavljal za The Princeton Tory, konservativni študentski časopis. Leta 2003 je bil povišan v pehotnega častnika v Nacionalni gardi Minnesote, za katero je služil v pomorski bazi Guantanamo in bil napoten v Irak in Afganistan. Po vrnitvi iz Iraka je delal za več organizacij, med drugim kot izvršni direktor pri Vets for Freedom in Concerned Veterans for America. Leta 2014 je postal sodelavec Fox News. Hegseth je podpornik in svetovalec predsednika Donalda Trumpa. Od leta 2017 do 2024 je bil sovoditelj oddaje Fox & Friends Weekend. Napisal je več knjig, med drugim Ameriška križarska vojna (2020) in Vojna proti bojevnikom (2024).
Novembra 2024 je takrat novoizvoljeni predsednik Trump imenoval Hegsetha za svojega kandidata za obrambnega ministra. Zaslišanje v senatnem odboru za oborožene sile je potekalo nekaj dni pred Trumpovo drugo inavguracijo. Pred potrditvijo na odboru se je soočil z obtožbami o spolnem nadlegovanju, finančnih težavah in težavah z alkoholom. Hegsetha je isti mesec potrdil senat, podpredsednik JD Vance pa je odločal ob izenačenem glasovanju, kar je bil drugič v zgodovini ZDA, da je o potrditvi kandidata za kabinet odločal podpredsednik, po Betsy DeVos leta 2017, v času prve Trumpove administracije. Je drugi najmlajši obrambni minister v zgodovini ZDA, takoj za Donaldom Rumsfeldom, in prvi prebivalec Minnesote na tem položaju.